# Gustav-Mahler-Park

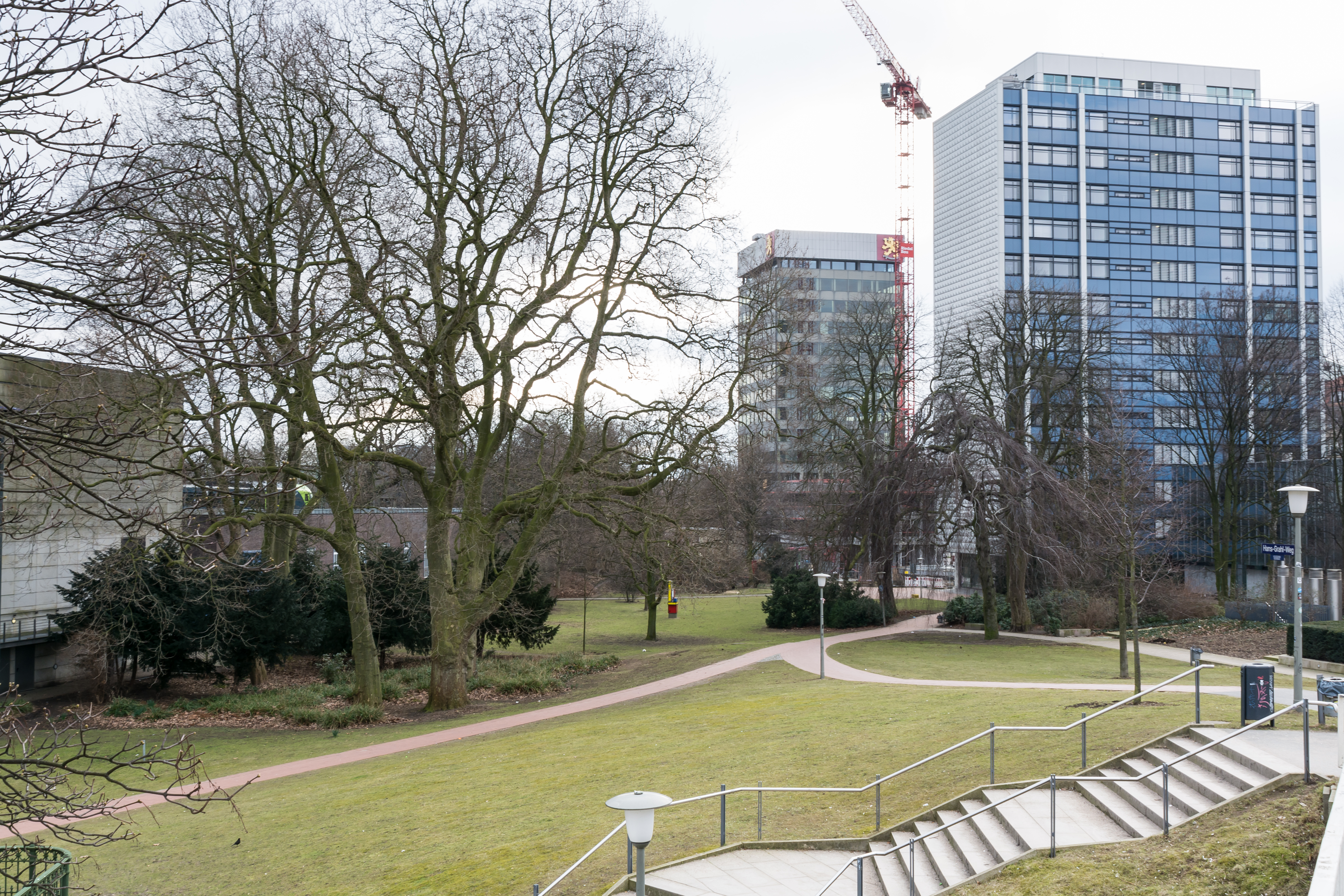
Gustav-Mahler-Park, Blick von der Dag-Hammarskjöld-Brücke Richtung Osten

Der Gustav-Mahler-Park ist eine knapp einen Hektar große öffentliche Grünanlage im Hamburger Stadtteil Neustadt. Er ist Teil eines Grünzuges, der sich entlang des ehemaligen Stadtwalls von der Alster an der Lombardsbrücke über Planten un Blomen bis zur Elbe erstreckt. 1991 wurde das aufgrund seiner Lage zuvor meist als Dammtorpark bezeichnete Teilstück nach dem Komponisten Gustav Mahler benannt, der 1891–1897 Erster Kapellmeister am Hamburgischen Stadt-Theater war. Der Fußweg durch den Park wurde 2010 nach dem Tenor Hans Grahl benannt, der vor dem Zweiten Weltkrieg ebenfalls an der Staatsoper wirkte.
Der Park wird im Norden von der Trasse der Hamburg-Altonaer Verbindungsbahn begrenzt und reicht vom Dammtordamm im Westen bis zum Alsterufer im Osten. Nach Süden wurde er ursprünglich durch die Hintergärten der nordseitigen Bebauung der Esplanade begrenzt; heute ist er zwischen den Hochhäusern mit der Straße verbunden. Am westlichen Rand des Parks beim Dammtor-Bahnhof wurde im Herbst 1996 das erste Multiplex-Kino Hamburgs eröffnet, das an der Stelle des ehemaligen Münchner Hofbräuhauses errichtet wurde.

## Schiller-Denkmal
Zwischen Kino und Dag-Hammarskjöld-Brücke steht das Denkmal für Friedrich von Schiller. Das Denkmal wurde 1866 vom Hamburger Schillerverein gestiftet und von den beiden Bildhauern Julius Lippelt und Carl Boerner geschaffen. Bis 1958 stand es am Ferdinandstor/Lombardsbrücke mit Blick zur alten Kunsthalle, danach wurde das Denkmal mitsamt den allegorischen Figuren und der Einfriedung hierher versetzt.
Etwas weiter im Park steht eine Lichtskulptur vor dem Unterwerk Stephansplatz der Hochbahn, einem 1928 von Architekt Karl Schneider errichteten Umformerwerk für den Gleichstrom der U-Bahnzüge. Die farbige Lichtsäule wurde von Walter Dexel (vermutlich 1926) geschaffen. Des Weiteren befindet sich eine Bronzeplastik von Edgar Augustin, zwei Rugby-Spieler (1970) darstellend im Park.

## Tiefbunker
Koordinaten: 53° 33′ 30,9″ N, 9° 59′ 29″ O

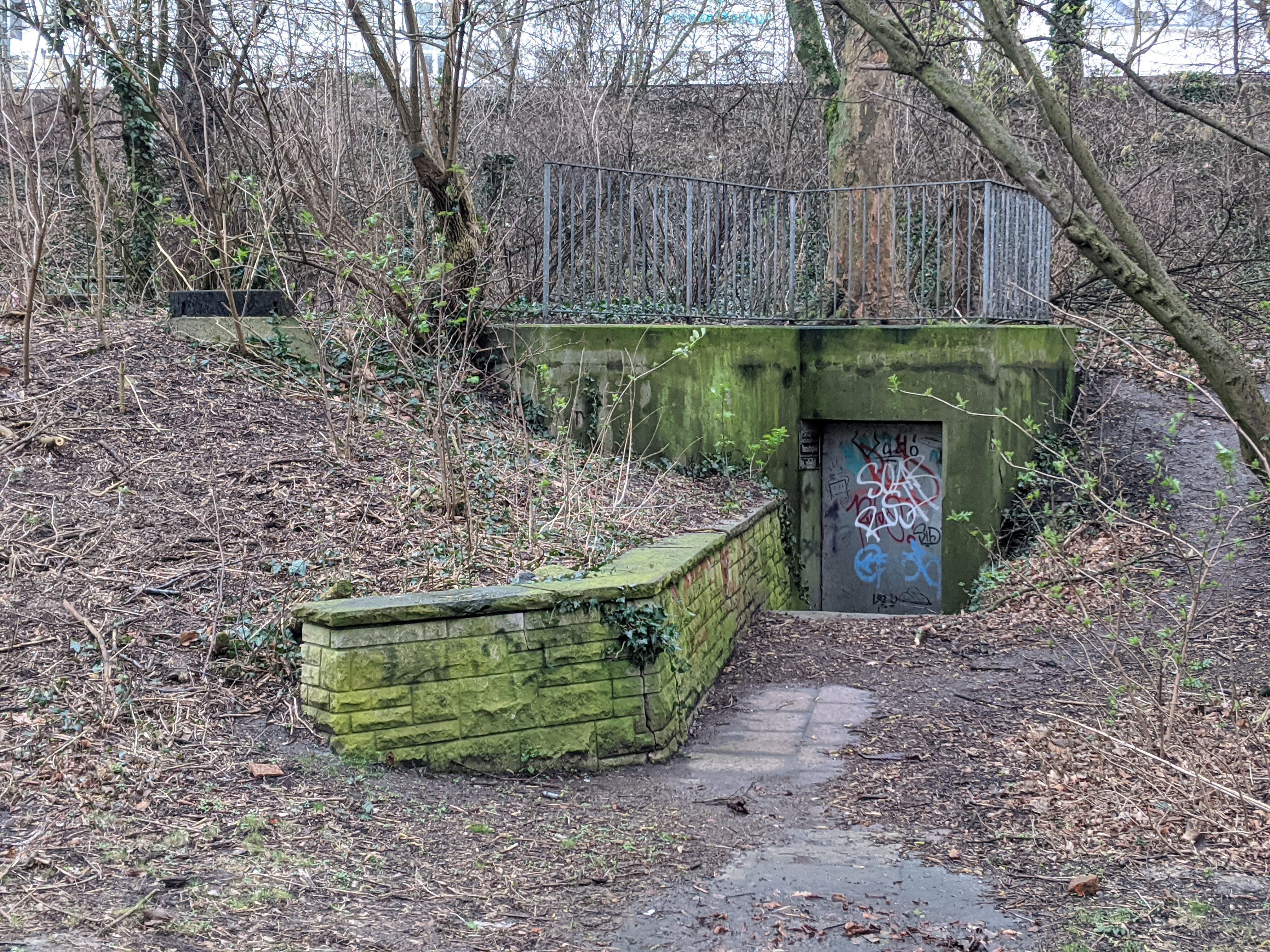
Nördliches Einstiegsbauwerk, im Hintergrund die Trasse der Verbindungsbahn

Unter dem Park befindet sich ein aus zwei Schutzräumen bestehender Tiefbunker aus dem Jahr 1963.  Er wurde als Ersatz für ein 3-Röhrenschutzbauwerk aus dem Zweiten Weltkrieg errichtet, das sich an der Binnenalster, schräg gegenüber vom Finnlandhaus, befand.
Der Tiefbunker bietet Schutz für 104 bzw. 48 Personen. Es gibt 101 Sitz- und 51 Liegeplätze. Der Tiefbunker ist an die Strom- und Wasserversorgung sowie die Abwasserentsorgung angeschlossen. Es existiert allerdings keine Notstromversorgung und die Anlagen verfügen über keine eigenen Brunnen. Im Verteidigungsfall ist daher eine intakte Infrastruktur notwendig.